# Catte Cup Oristano
La Catte Cup è un torneo di Calcio a 7 organizzato a Oristano ogni anno. Nasce nel 2018.